# 墨爾本市
墨尔本市（英語：City of Melbourne）是澳大利亚维多利亚州的一个地方政府区域，位于墨尔本市中心。2018年，墨尔本市面积37平方（14平方英里），人口169,961人。墨尔本市政厅位于斯旺斯顿街，是市议会所在地。

市旗
市徽
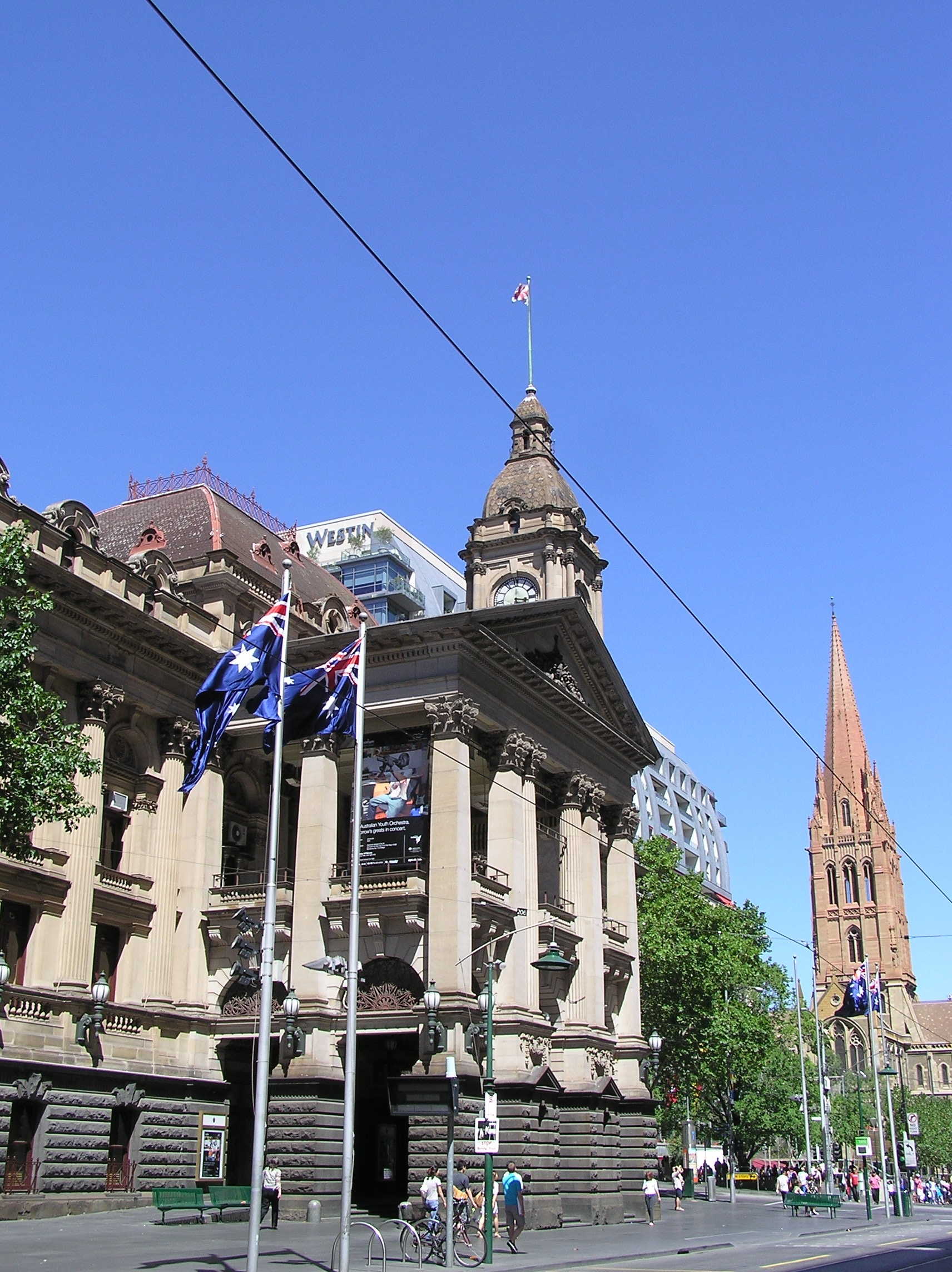
墨尔本市政厅